# Tibor Andrašovan
Tibor Andrašovan (* 3. April 1917 in Slovenská Ľupča; † 14. Juni 2001 in Bratislava) war ein slowakischer Komponist, Dirigent und Musikpädagoge.
Andrašovan absolvierte von 1937 bis 1941 ein Pädagogikstudium an der Comenius-Universität Bratislava und unterrichtete danach an den Lehrerakademien in Modra und Bratislava. Von 1941 bis 1945 besuchte er das Konservatorium der Stadt, wo er bei Eugen Suchoň Komposition und bei Jozef Vincourek und Kornel Schimpl Dirigieren studierte. 1945 studierte er Musikwissenschaft an der Philosophischen Fakultät der Karlsuniversität Prag bei Zdeněk Nejedlý und Josef Hutter und nahm Kurse in Orchester- und Chorleitung bei Pavel Dědeček und Miroslav Doležil.
Von 1946 bis 1957 arbeitete er als Korrepetitor, Dramaturg und Dirigent am Slowakischen Nationaltheater. Daneben war er von 1955 bis 1957 und später von 1969 bis 1974 künstlerischer Leiter des Slowakischen Volkskunstensembles (SĽUK). Zwischen 1957 und 1969 und nach 1974 lebte er als freischaffender Künstler.
Andrašovan komponierte Orchesterwerke, Opern, Ballette, Lieder und Schauspielmusiken. Seit 1946 arbeitete er auch für den slowakischen Film. Insbesondere komponierte er Musiken zu Dokumentarfilmen der Regisseure Josef Mach, Andrej Lettrich, Martin Ťapák und Paľo Bielik. Für die Musik zu dem Film Pieseň strojov wurde er 1949 mit dem Nationalpreis ausgezeichnet. 1957 erhielt er den Staatspreis der Mongolischen Volksrepublik, 1968 den Orden der Arbeit. Die Univerzita Mateja Bela in Banská Bystrica verlieh ihm 1997 einen Ehrendoktortitel.